# Burg Trochtelfingen
Die Burg Trochtelfingen, auch Alte Burg genannt, ist der Rest einer Höhenburg auf 779 m ü. NN nördlich der Stadt Trochtelfingen im Landkreis Reutlingen in Baden-Württemberg.
Die Burg wurde in der ersten Hälfte des 12. Jahrhunderts von den Herren von Trochtelfingen vermutlich als deren Stammsitz innerhalb einer vorgeschichtlichen Anlage erbaut. 1660 wurde eine Burgkapelle, die Marienkapelle, errichtet. Von der ehemaligen Burganlage mit einer rechteckigen 9 mal 26 Meter großen Kernburg sind nur noch der Wall, der Burggraben und die Marienkapelle erhalten.